# Puchar Świata w biathlonie 1996/1997
Puchar Świata w biathlonie 1996/1997 to 20. sezon w historii tej dyscypliny sportu. Pierwsze zawody odbyły się 30 listopada 1996 r. w norweskim Lillehammer, zaś sezon zakończył się 16 marca 1997 w rosyjskim Nowosybirsku. Najważniejszą imprezą sezonu były mistrzostwa świata w Osrblie.
Klasyfikację generalna pań po raz pierwszy w karierze wygrała Szwedka Magdalena Forsberg, która zgromadziła 319 punktów. Druga w klasyfikacji była Niemka Uschi Disl, która zdobyła 318 punktów, a trzecia jej rodaczka Simone Greiner-Petter-Memm 283. Forsberg triumfowała również w klasyfikacji biegu pościgowego. W sprincie i w biegu indywidualnym najlepsza była Disl. W sztafecie wygrały Rosjanki.
Wśród panów pierwszy triumf odniósł Niemiec Sven Fischer. Niemiec zgromadził 312 punktów i wyprzedził drugiego w klasyfikacji Norwega Ole Einara Bjørndalena o 9 punktów, oraz o 47 Rosjanina Wiktora Majgurowa. Bjørndalen wygrał również klasyfikację sprintu. W biegu indywidualnym najlepszy okazał się jego Niemiec Ricco Groß, a w biegu pościgowym zwyciężył Majgurow. W sztafecie zwyciężyli Niemcy.

## Kalendarz
- Lillehammer – 30 listopada - 1 grudnia 1996
- Östersund – 5 - 8 grudnia 1996
- Holmenkollen – 12 - 15 grudnia 1996
- Oberhof – 4 - 5 stycznia 1997
- Ruhpolding – 9 - 12 stycznia 1997
- Anterselva – 16 - 19 stycznia 1997
- Osrblie – 1 - 9 lutego 1997 (Mistrzostwa świata)
- Nagano – 6 - 9 marca 1997
- Nowosybirsk – 13 - 16 marca 1997

## Mężczyźni

### Wyniki
| 1. Lillehammer, 30.11.1996 – 1.12.1996 | 1. Lillehammer, 30.11.1996 – 1.12.1996 | 1. Lillehammer, 30.11.1996 – 1.12.1996 | 1. Lillehammer, 30.11.1996 – 1.12.1996 | 1. Lillehammer, 30.11.1996 – 1.12.1996 |
| Data                                   | Konkurencja                            | miejsce                                | miejsce                                | miejsce                                |
| -------------------------------------- | -------------------------------------- | -------------------------------------- | -------------------------------------- | -------------------------------------- |
| 30 listopada 1996                      | Sprint (10 km)                         | Sven Fischer                           | Siergiej Tarasow                       | Pawieł Rostowcew                       |
| 1 grudnia 1996                         | Bieg na dochodzenie (12,5 km)          | Sven Fischer                           | Pawieł Rostowcew                       | René Cattarinussi                      |

| 2. Östersund, 5.12.1996 – 8.12.1996 | 2. Östersund, 5.12.1996 – 8.12.1996 | 2. Östersund, 5.12.1996 – 8.12.1996                          | 2. Östersund, 5.12.1996 – 8.12.1996                                               | 2. Östersund, 5.12.1996 – 8.12.1996                                         |
| Data                                | Konkurencja                         | miejsce                                                      | miejsce                                                                           | miejsce                                                                     |
| ----------------------------------- | ----------------------------------- | ------------------------------------------------------------ | --------------------------------------------------------------------------------- | --------------------------------------------------------------------------- |
| 5 grudnia 1996                      | Bieg indywidualny (20 km)           | Wilfried Pallhuber                                           | Vesa Hietalahti                                                                   | Pawieł Muslimow                                                             |
| 7 grudnia 1996                      | Sprint (10 km)                      | Wadim Saszurin                                               | Frode Andresen                                                                    | Ole Einar Bjørndalen                                                        |
| 8 grudnia 1996                      | Sztafeta (4 × 7,5 km)               | Niemcy Ricco Groß · Peter Sendel · Frank Luck · Sven Fischer | Norwegia Egil Gjelland · Halvard Hanevold · Frode Andresen · Ole Einar Bjørndalen | Białoruś Alaksaj Ajdarau · Aleh Ryżenkau · Aleksandr Popow · Wadim Saszurin |

| 3. Holmenkollen, 12.12.1996 – 15.12.1996 | 3. Holmenkollen, 12.12.1996 – 15.12.1996 | 3. Holmenkollen, 12.12.1996 – 15.12.1996                      | 3. Holmenkollen, 12.12.1996 – 15.12.1996                                        | 3. Holmenkollen, 12.12.1996 – 15.12.1996                                       |
| Data                                     | Konkurencja                              | miejsce                                                       | miejsce                                                                         | miejsce                                                                        |
| ---------------------------------------- | ---------------------------------------- | ------------------------------------------------------------- | ------------------------------------------------------------------------------- | ------------------------------------------------------------------------------ |
| 12 grudnia 1996                          | Sprint (10 km)                           | Wiktor Majgurow                                               | Frode Andresen                                                                  | Sven Fischer                                                                   |
| 14 grudnia 1996                          | Bieg na dochodzenie (12,5 km)            | Wiktor Majgurow                                               | Sven Fischer                                                                    | Ole Einar Bjørndalen                                                           |
| 15 grudnia 1996                          | Sztafeta (4 × 7,5 km)                    | Niemcy Ricco Groß · Peter Sendel · Mark Kirchner · Frank Luck | Norwegia Ole Einar Bjørndalen · Egil Gjelland · Dag Bjørndalen · Frode Andresen | Rosja Siergiej Rożkow · Pawieł Muslimow · Pawieł Rostowcew · Aleksiej Kobielew |

| 4. Oberhof, 4.01.1997 – 5.01.1997 | 4. Oberhof, 4.01.1997 – 5.01.1997 | 4. Oberhof, 4.01.1997 – 5.01.1997 | 4. Oberhof, 4.01.1997 – 5.01.1997 | 4. Oberhof, 4.01.1997 – 5.01.1997 |
| Data                              | Konkurencja                       | miejsce                           | miejsce                           | miejsce                           |
| --------------------------------- | --------------------------------- | --------------------------------- | --------------------------------- | --------------------------------- |
| 4 stycznia 1997                   | Sprint (10 km)                    | Ole Einar Bjørndalen              | Pawieł Muslimow                   | Halvard Hanevold                  |
| 5 stycznia 1997                   | Bieg na dochodzenie (12,5 km)     | Ole Einar Bjørndalen              | Wiktor Majgurow                   | Ludwig Gredler                    |

| 5. Ruhpolding, 9.01.1997 – 12.01.1997 | 5. Ruhpolding, 9.01.1997 – 12.01.1997 | 5. Ruhpolding, 9.01.1997 – 12.01.1997                                            | 5. Ruhpolding, 9.01.1997 – 12.01.1997                                       | 5. Ruhpolding, 9.01.1997 – 12.01.1997                                         |
| Data                                  | Konkurencja                           | miejsce                                                                          | miejsce                                                                     | miejsce                                                                       |
| ------------------------------------- | ------------------------------------- | -------------------------------------------------------------------------------- | --------------------------------------------------------------------------- | ----------------------------------------------------------------------------- |
| 9 stycznia 1997                       | Bieg indywidualny (20 km)             | Ricco Groß                                                                       | Ole Einar Bjørndalen                                                        | Wiktor Majgurow                                                               |
| 11 stycznia 1997                      | Sprint (10 km)                        | Ole Einar Bjørndalen                                                             | Pawieł Rostowcew                                                            | Sven Fischer                                                                  |
| 12 stycznia 1997                      | Drużynowy (10 km)                     | Austria Reinhard Neuner · Wolfgang Perner · Ludwig Gredler · Hannes Obererlacher | Norwegia Dag Bjørndalen · Halvard Hanevold · Egil Gjelland · Jon Åge Tyldum | Rosja II Siergiej Tarasow · Pawieł Muslimow · Eduard Riabow · Siergiej Rożkow |

| 6. Anterselva, 16.01.1997 – 19.01.1997 | 6. Anterselva, 16.01.1997 – 19.01.1997 | 6. Anterselva, 16.01.1997 – 19.01.1997                           | 6. Anterselva, 16.01.1997 – 19.01.1997                                              | 6. Anterselva, 16.01.1997 – 19.01.1997                                          |
| Data                                   | Konkurencja                            | miejsce                                                          | miejsce                                                                             | miejsce                                                                         |
| -------------------------------------- | -------------------------------------- | ---------------------------------------------------------------- | ----------------------------------------------------------------------------------- | ------------------------------------------------------------------------------- |
| 16 stycznia 1997                       | Bieg indywidualny (20 km)              | Ludwig Gredler                                                   | Ricco Groß                                                                          | Siergiej Rożkow                                                                 |
| 18 stycznia 1997                       | Sprint (10 km)                         | Wiktor Majgurow                                                  | Pieralberto Carrara                                                                 | Raphaël Poirée                                                                  |
| 19 stycznia 1997                       | Sztafeta (4 × 7,5 km)                  | Niemcy Ricco Groß · Mark Kirchner · Carsten Heymann · Frank Luck | Włochy René Cattarinussi · Wilfried Pallhuber · Patrick Favre · Pieralberto Carrara | Norwegia Bård Mjølne · Sylfest Glimsdal · Jon Åge Tyldum · Ole Einar Bjørndalen |

| Mistrzostwa świata Osrblie, 1.02.1997 - 9.02.1997 | Mistrzostwa świata Osrblie, 1.02.1997 - 9.02.1997 | Mistrzostwa świata Osrblie, 1.02.1997 - 9.02.1997                        | Mistrzostwa świata Osrblie, 1.02.1997 - 9.02.1997                               | Mistrzostwa świata Osrblie, 1.02.1997 - 9.02.1997                                   |
| Data                                              | Konkurencja                                       | miejsce                                                                  | miejsce                                                                         | miejsce                                                                             |
| ------------------------------------------------- | ------------------------------------------------- | ------------------------------------------------------------------------ | ------------------------------------------------------------------------------- | ----------------------------------------------------------------------------------- |
| 1 lutego 1997                                     | Sprint (10 km)                                    | Wilfried Pallhuber                                                       | René Cattarinussi                                                               | Aleh Ryżenkau                                                                       |
| 2 lutego 1997                                     | Bieg na dochodzenie (12,5 km)                     | Wiktor Majgurow                                                          | Siergiej Tarasow                                                                | Ole Einar Bjørndalen                                                                |
| 5 lutego 1997                                     | Bieg drużynowy (10 km)                            | Białoruś Wadim Saszurin · Aleh Ryżenkau · Aleksandr Popow · Petr Iwaszko | Niemcy Mark Kirchner · Frank Luck · Peter Sendel · Carsten Heymann              | Polska Wiesław Ziemianin · Jan Ziemianin · Wojciech Kozub · Tomasz Sikora           |
| 7 lutego 1997                                     | Bieg indywidualny (20 km)                         | Ricco Groß                                                               | Aleh Ryżenkau                                                                   | Ludwig Gredler                                                                      |
| 9 lutego 1997                                     | Sztafeta (4 × 7,5 km)                             | Niemcy Ricco Groß · Peter Sendel · Sven Fischer · Frank Luck             | Norwegia Egil Gjelland · Jon Åge Tyldum · Dag Bjørndalen · Ole Einar Bjørndalen | Włochy René Cattarinussi · Wilfried Pallhuber · Patrick Favre · Pieralberto Carrara |

| 7. Nagano, 6.03.1997 - 9.03.1997 | 7. Nagano, 6.03.1997 - 9.03.1997 | 7. Nagano, 6.03.1997 - 9.03.1997                                                | 7. Nagano, 6.03.1997 - 9.03.1997                                                   | 7. Nagano, 6.03.1997 - 9.03.1997                                      |
| Data                             | Konkurencja                      | miejsce                                                                         | miejsce                                                                            | miejsce                                                               |
| -------------------------------- | -------------------------------- | ------------------------------------------------------------------------------- | ---------------------------------------------------------------------------------- | --------------------------------------------------------------------- |
| 6 marca 1997                     | Bieg indywidualny (20 km)        | Mark Kirchner                                                                   | Vesa Hietalahti                                                                    | Aleh Ryżenkau                                                         |
| 8 marca 1997                     | Sprint (10 km)                   | Sven Fischer                                                                    | Ole Einar Bjørndalen                                                               | René Cattarinussi                                                     |
| 9 marca 1997                     | Sztafeta (4 × 7,5 km)            | Rosja Wiktor Majgurow · Władimir Draczew · Siergiej Tarasow · Aleksiej Kobielew | Norwegia Frode Andresen · Jon Åge Tyldum · Halvard Hanevold · Ole Einar Bjørndalen | Słowenia Jože Poklukar · Tomaž Žemva · Janez Ožbolt · Matjaž Poklukar |

| 8. Nowosybirsk, 13.03.1997 - 16.03.1997 | 8. Nowosybirsk, 13.03.1997 - 16.03.1997 | 8. Nowosybirsk, 13.03.1997 - 16.03.1997 | 8. Nowosybirsk, 13.03.1997 - 16.03.1997 | 8. Nowosybirsk, 13.03.1997 - 16.03.1997 |
| Data                                    | Konkurencja                             | miejsce                                 | miejsce                                 | miejsce                                 |
| --------------------------------------- | --------------------------------------- | --------------------------------------- | --------------------------------------- | --------------------------------------- |
| 13 marca 1997                           | Bieg indywidualny (20 km)               | Pawieł Muslimow                         | Ricco Groß                              | Sven Fischer                            |
| 15 marca 1997                           | Sprint (10 km)                          | Ludwig Gredler                          | Ricco Groß                              | Siergiej Tarasow                        |
| 16 marca 1997                           | Bieg masowy (10 km)                     | Wolfgang Perner                         | Pieralberto Carrara                     | Władimir Draczew                        |

### Klasyfikacje
| Miejsce | Zawodnik             | Punkty |
| ------- | -------------------- | ------ |
| 1       | Sven Fischer         | 312    |
| 2       | Ole Einar Bjørndalen | 303    |
| 3       | Wiktor Majgurow      | 265    |
| 4       | Ricco Groß           | 259    |
| 5       | Pawieł Muslimow      | 245    |
| 6       | Ludwig Gredler       | 234    |
| 7       | Aleh Ryżenkau        | 233    |
| 8       | René Cattarinussi    | 232    |
| 9       | Mark Kirchner        | 207    |
| 10      | Frank Luck           | 176    |

| Miejsce | Zawodnik              | Punkty |
| ------- | --------------------- | ------ |
| 11.     | Carsten Heymann       | 172    |
| 12.     | Siergiej Tarasow      | 170    |
| 13.     | Frode Andresen        | 162    |
| 14.     | Patrick Favre         | 158    |
| 15.     | Wilfried Pallhuber    | 154    |
| 16.     | Raphaël Poirée        | 150    |
| 17.     | Pawieł Rostowcew      | 141    |
| 18.     | Patrice Bailly-Salins | 140    |
| 19.     | Wadim Saszurin        | 129    |
| 20.     | Pieralberto Carrara   | 128    |

| Miejsce | Zawodnik             | Punkty |
| ------- | -------------------- | ------ |
| 1       | Ricco Groß           | 112    |
| 2       | Pawieł Muslimow      | 91     |
| 3       | Mark Kirchner        | 82     |
| 4       | Sven Fischer         | 79     |
| 5       | Aleh Ryżenkau        | 72     |
| 6       | Vesa Hietalahti      | 71     |
| 7       | Carsten Heymann      | 68     |
| 8       | Ole Einar Bjørndalen | 67     |
| 9       | Wiktor Majgurow      | 64     |
| 10      | Ludwig Gredler       | 62     |

| Miejsce | Zawodnik             | Punkty |
| ------- | -------------------- | ------ |
| 1       | Ole Einar Bjørndalen | 158    |
| 2       | Sven Fischer         | 155    |
| 3       | Wiktor Majgurow      | 135    |
| 4       | Ludwig Gredler       | 127    |
| 5       | Frode Andresen       | 124    |
| 6       | René Cattarinussi    | 121    |
| 7       | Ricco Groß           | 120    |
| 8       | Aleh Ryżenkau        | 116    |
| 9       | Siergiej Tarasow     | 105    |
| 10      | Pawieł Muslimow      | 104    |

| Miejsce | Zawodnik              | Punkty |
| ------- | --------------------- | ------ |
| 1       | Wiktor Majgurow       | 86     |
| 2       | Sven Fischer          | 78     |
| 3       | Ole Einar Bjørndalen  | 78     |
| 4       | René Cattarinussi     | 60     |
| 5       | Pawieł Rostowcew      | 50     |
| 6       | Pawieł Muslimow       | 50     |
| 7       | Mark Kirchner         | 50     |
| 8       | Frank Luck            | 49     |
| 9       | Patrice Bailly-Salins | 49     |
| 10      | Ludwig Gredler        | 45     |

| Miejsce | Reprezentacja | Punkty |
| ------- | ------------- | ------ |
| 1       | Niemcy        | 120    |
| 2       | Norwegia      | 104    |
| 3       | Rosja         | 95     |
| 4       | Białoruś      | 90     |
| 5       | Włochy        | 88     |
| 6       | Francja       | 79     |
| 7       | Austria       | 77     |
| 8       | Finlandia     | 77     |
| 9       | Słowenia      | 66     |
| 10      | Łotwa         | 63     |

| Miejsce | Reprezentacja | Punkty |
| ------- | ------------- | ------ |
| 1.      | Niemcy        | 5225   |
| 2.      | Rosja         | 5098   |
| 3.      | Norwegia      | 4883   |
| 4.      | Włochy        | 4857   |
| 5.      | Białoruś      | 4542   |
| 6.      | Francja       | 4197   |
| 7.      | Austria       | 4116   |
| 8.      | Słowenia      | 3898   |
| 9.      | Finlandia     | 3794   |
| 10.     | Japonia       | 3509   |

## Kobiety

### Wyniki
| 1. Lillehammer, 30.11.1996 – 1.12.1996 | 1. Lillehammer, 30.11.1996 – 1.12.1996 | 1. Lillehammer, 30.11.1996 – 1.12.1996 | 1. Lillehammer, 30.11.1996 – 1.12.1996 | 1. Lillehammer, 30.11.1996 – 1.12.1996 |
| Data                                   | Konkurencja                            | miejsce                                | miejsce                                | miejsce                                |
| -------------------------------------- | -------------------------------------- | -------------------------------------- | -------------------------------------- | -------------------------------------- |
| 30 listopada 1996                      | Sprint (7,5 km)                        | Petra Behle                            | Simone Greiner-Petter-Memm             | Olga Mielnik                           |
| 1 grudnia 1996                         | Bieg na dochodzenie (10 km)            | Simone Greiner-Petter-Memm             | Galina Kuklewa                         | Magdalena Forsberg                     |

| 2. Östersund, 5.12.1996 – 8.12.1996 | 2. Östersund, 5.12.1996 – 8.12.1996 | 2. Östersund, 5.12.1996 – 8.12.1996                               | 2. Östersund, 5.12.1996 – 8.12.1996                                        | 2. Östersund, 5.12.1996 – 8.12.1996                                                                |
| Data                                | Konkurencja                         | miejsce                                                           | miejsce                                                                    | miejsce                                                                                            |
| ----------------------------------- | ----------------------------------- | ----------------------------------------------------------------- | -------------------------------------------------------------------------- | -------------------------------------------------------------------------------------------------- |
| 5 grudnia 1996                      | Bieg indywidualny (15 km)           | Anna Wołkowa                                                      | Yu Shumei                                                                  | Swiatłana Paramyhina                                                                               |
| 7 grudnia 1996                      | Sprint (7,5 km)                     | Olga Mielnik                                                      | Swiatłana Paramyhina                                                       | Gunn Margit Andreassen                                                                             |
| 8 grudnia 1996                      | Sztafeta (4 × 6 km)                 | Rosja Olga Mielnik · Galina Kuklewa · Anna Wołkowa · Olga Romaśko | Niemcy Uschi Disl · Simone Greiner-Petter-Memm · Katrin Apel · Petra Behle | Norwegia Ann-Elen Skjelbreid · Annette Sikveland · Hildegunn Mikkelsplass · Gunn Margit Andreassen |

| 3. Holmenkollen, 12.12.1996 – 15.12.1996 | 3. Holmenkollen, 12.12.1996 – 15.12.1996 | 3. Holmenkollen, 12.12.1996 – 15.12.1996                               | 3. Holmenkollen, 12.12.1996 – 15.12.1996                                   | 3. Holmenkollen, 12.12.1996 – 15.12.1996                                                           |
| Data                                     | Konkurencja                              | miejsce                                                                | miejsce                                                                    | miejsce                                                                                            |
| ---------------------------------------- | ---------------------------------------- | ---------------------------------------------------------------------- | -------------------------------------------------------------------------- | -------------------------------------------------------------------------------------------------- |
| 12 grudnia 1996                          | Sprint (7,5 km)                          | Uschi Disl                                                             | Simone Greiner-Petter-Memm                                                 | Galina Kuklewa                                                                                     |
| 14 grudnia 1996                          | Bieg na dochodzenie (10 km)              | Uschi Disl                                                             | Galina Kuklewa                                                             | Olga Romaśko                                                                                       |
| 15 grudnia 1996                          | Sztafeta (4 × 6 km)                      | Rosja Olga Mielnik · Galina Kuklewa · Nadieżda Tałanowa · Olga Romaśko | Niemcy Uschi Disl · Simone Greiner-Petter-Memm · Katrin Apel · Petra Behle | Norwegia Ann-Elen Skjelbreid · Annette Sikveland · Hildegunn Mikkelsplass · Gunn Margit Andreassen |

| 4. Oberhof, 4.01.1997 – 5.01.1997 | 4. Oberhof, 4.01.1997 – 5.01.1997 | 4. Oberhof, 4.01.1997 – 5.01.1997 | 4. Oberhof, 4.01.1997 – 5.01.1997 | 4. Oberhof, 4.01.1997 – 5.01.1997 |
| Data                              | Konkurencja                       | miejsce                           | miejsce                           | miejsce                           |
| --------------------------------- | --------------------------------- | --------------------------------- | --------------------------------- | --------------------------------- |
| 4 stycznia 1997                   | Sprint (7,5 km)                   | Magdalena Forsberg                | Hildegunn Mikkelsplass            | Kathi Schwaab                     |
| 5 stycznia 1997                   | Bieg na dochodzenie (10 km)       | Magdalena Forsberg                | Simone Greiner-Petter-Memm        | Annette Sikveland                 |

| 5. Ruhpolding, 9.01.1997 – 12.01.1997 | 5. Ruhpolding, 9.01.1997 – 12.01.1997 | 5. Ruhpolding, 9.01.1997 – 12.01.1997                                  | 5. Ruhpolding, 9.01.1997 – 12.01.1997                         | 5. Ruhpolding, 9.01.1997 – 12.01.1997                                                     |
| Data                                  | Konkurencja                           | miejsce                                                                | miejsce                                                       | miejsce                                                                                   |
| ------------------------------------- | ------------------------------------- | ---------------------------------------------------------------------- | ------------------------------------------------------------- | ----------------------------------------------------------------------------------------- |
| 9 stycznia 1997                       | Bieg indywidualny (15 km)             | Annette Sikveland                                                      | Simone Greiner-Petter-Memm                                    | Corinne Niogret                                                                           |
| 11 stycznia 1997                      | Sprint (7,5 km)                       | Petra Behle                                                            | Uschi Disl                                                    | Olga Romaśko                                                                              |
| 12 stycznia 1997                      | Bieg drużynowy (7,5 km)               | Rosja Olga Mielnik · Nadieżda Tałanowa · Olga Romaśko · Galina Kuklewa | Niemcy Katrin Apel · Petra Behle · Uschi Disl · Kathi Schwaab | Ukraina Wałentyna Cerbe-Nesina · Iryna Merkuszina · Tetiana Wodopjanowa · Ołena Zubryłowa |

| 6. Anterselva, 16.01.1997 – 19.01.1997 | 6. Anterselva, 16.01.1997 – 19.01.1997 | 6. Anterselva, 16.01.1997 – 19.01.1997                                 | 6. Anterselva, 16.01.1997 – 19.01.1997                                                           | 6. Anterselva, 16.01.1997 – 19.01.1997                                                  |
| Data                                   | Konkurencja                            | miejsce                                                                | miejsce                                                                                          | miejsce                                                                                 |
| -------------------------------------- | -------------------------------------- | ---------------------------------------------------------------------- | ------------------------------------------------------------------------------------------------ | --------------------------------------------------------------------------------------- |
| 16 stycznia 1997                       | Bieg indywidualny (15 km)              | Tetiana Wodopjanowa                                                    | Annette Sikveland                                                                                | Uschi Disl                                                                              |
| 18 stycznia 1997                       | Sprint (7,5 km)                        | Uschi Disl                                                             | Ann-Elen Skjelbreid                                                                              | Corinne Niogret                                                                         |
| 19 stycznia 1997                       | Sztafeta (4 × 6 km)                    | Rosja Olga Mielnik · Galina Kuklewa · Nadieżda Tałanowa · Olga Romaśko | Norwegia Ann-Elen Skjelbreid · Annette Sikveland · Liv Grete Skjelbreid · Gunn Margit Andreassen | Francja Delphyne Heymann-Burlet · Christelle Gros · Véronique Claudel · Corinne Niogret |

| Mistrzostwa świata Osrblie, 1.02.1997 - 9.02.1997 | Mistrzostwa świata Osrblie, 1.02.1997 - 9.02.1997 | Mistrzostwa świata Osrblie, 1.02.1997 - 9.02.1997                                                | Mistrzostwa świata Osrblie, 1.02.1997 - 9.02.1997                                                | Mistrzostwa świata Osrblie, 1.02.1997 - 9.02.1997                                      |
| Data                                              | Konkurencja                                       | miejsce                                                                                          | miejsce                                                                                          | miejsce                                                                                |
| ------------------------------------------------- | ------------------------------------------------- | ------------------------------------------------------------------------------------------------ | ------------------------------------------------------------------------------------------------ | -------------------------------------------------------------------------------------- |
| 1 lutego 1997                                     | Sprint (7,5 km)                                   | Olga Romaśko                                                                                     | Ołena Zubryłowa                                                                                  | Magdalena Forsberg                                                                     |
| 2 lutego 1997                                     | Bieg na dochodzenie (10 km)                       | Magdalena Forsberg                                                                               | Ołena Zubryłowa                                                                                  | Olga Romaśko                                                                           |
| 5 lutego 1997                                     | Bieg drużynowy (10 km)                            | Norwegia Liv Grete Skjelbreid · Ann-Elen Skjelbreid · Gunn Margit Andreassen · Annette Sikveland | Rosja Olga Mielnik · Anna Wołkowa · Nadieżda Tałanowa · Olga Romaśko                             | Ukraina Wałentyna Cerbe-Nesina · Tetiana Wodopjanowa · Ołena Petrowa · Ołena Zubryłowa |
| 7 lutego 1997                                     | Bieg indywidualny (15 km)                         | Magdalena Forsberg                                                                               | Ołena Zubryłowa                                                                                  | Ekaterina Dafowska                                                                     |
| 9 lutego 1997                                     | Sztafeta (4 × 6 km)                               | Niemcy Uschi Disl · Simone Greiner-Petter-Memm · Katrin Apel · Petra Behle                       | Norwegia Ann-Elen Skjelbreid · Annette Sikveland · Liv Grete Skjelbreid · Gunn Margit Andreassen | Rosja Olga Mielnik · Galina Kuklewa · Nadieżda Tałanowa · Olga Romaśko                 |

| 7. Nagano, 6.03.1997 - 9.03.1997 | 7. Nagano, 6.03.1997 - 9.03.1997 | 7. Nagano, 6.03.1997 - 9.03.1997                                                   | 7. Nagano, 6.03.1997 - 9.03.1997                                     | 7. Nagano, 6.03.1997 - 9.03.1997                        |
| Data                             | Konkurencja                      | miejsce                                                                            | miejsce                                                              | miejsce                                                 |
| -------------------------------- | -------------------------------- | ---------------------------------------------------------------------------------- | -------------------------------------------------------------------- | ------------------------------------------------------- |
| 6 marca 1997                     | Bieg indywidualny (15 km)        | Andreja Grasič                                                                     | Uschi Disl                                                           | Anna Stera                                              |
| 8 marca 1997                     | Sprint (7,5 km)                  | Olga Romaśko                                                                       | Uschi Disl                                                           | Ekaterina Dafowska                                      |
| 9 marca 1997                     | Sztafeta (4 × 6 km)              | Ukraina Nina Łemesz · Ołena Petrowa · Wałentyna Cerbe-Nesina · Tetiana Wodopjanowa | Rosja Nadieżda Tałanowa · Olga Mielnik · Anna Wołkowa · Olga Romaśko | Chiny Yu Shumei · Sun Ribo · Liu Jinfeng · Liu Xianying |

| 8. Nowosybirsk, 13.03.1997 - 16.03.1997 | 8. Nowosybirsk, 13.03.1997 - 16.03.1997 | 8. Nowosybirsk, 13.03.1997 - 16.03.1997 | 8. Nowosybirsk, 13.03.1997 - 16.03.1997 | 8. Nowosybirsk, 13.03.1997 - 16.03.1997 |
| Data                                    | Konkurencja                             | miejsce                                 | miejsce                                 | miejsce                                 |
| --------------------------------------- | --------------------------------------- | --------------------------------------- | --------------------------------------- | --------------------------------------- |
| 13 marca 1997                           | Bieg indywidualny (15 km)               | Swiatłana Paramyhina                    | Uschi Disl                              | Anna Wołkowa                            |
| 15 marca 1997                           | Sprint (7,5 km)                         | Petra Behle                             | Andreja Grasič                          | Swiatłana Paramyhina                    |
| 16 marca 1997                           | Bieg masowy (7,5 km)                    | Anna Wołkowa                            | Swiatłana Paramyhina                    | Magdalena Forsberg                      |

### Klasyfikacje
| Miejsce | Zawodniczka                | Punkty |
| ------- | -------------------------- | ------ |
| 1       | Magdalena Forsberg         | 319    |
| 2       | Uschi Disl                 | 318    |
| 3       | Simone Greiner-Petter-Memm | 283    |
| 4       | Petra Behle                | 238    |
| 5       | Corinne Niogret            | 234    |
| 6       | Olga Romaśko               | 233    |
| 7       | Swiatłana Paramyhina       | 229    |
| 8       | Annette Sikveland          | 224    |
| 9       | Ołena Zubryłowa            | 219    |
| 10      | Gunn Margit Andreassen     | 219    |

| Miejsce | Zawodnik           | Punkty |
| ------- | ------------------ | ------ |
| 11.     | Olga Mielnik       | 177    |
| 12.     | Nadieżda Tałanowa  | 177    |
| 13.     | Yu Shumei          | 172    |
| 14.     | Andreja Grasič     | 167    |
| 15.     | Kathi Schwaab      | 167    |
| 16.     | Galina Kuklewa     | 152    |
| 17.     | Ekaterina Dafowska | 140    |
| 18.     | Eva Háková         | 136    |
| 19.     | Soňa Mihoková      | 136    |
| 20.     | Anne Briand        | 134    |

| Miejsce | Zawodniczka          | Punkty |
| ------- | -------------------- | ------ |
| 1       | Uschi Disl           | 97     |
| 2       | Magdalena Forsberg   | 94     |
| 3       | Swiatłana Paramyhina | 86     |
| 4       | Annette Sikveland    | 78     |
| 5       | Corinne Niogret      | 78     |
| 6       | Ekaterina Dafowska   | 76     |
| 7       | Anna Wołkowa         | 74     |
| 8       | Yu Shumei            | 74     |
| 9       | Andreja Grasič       | 66     |
| 10      | Kathi Schwaab        | 61     |

| Miejsce | Zawodniczka                | Punkty |
| ------- | -------------------------- | ------ |
| 1       | Uschi Disl                 | 162    |
| 2       | Simone Greiner-Petter-Memm | 156    |
| 3       | Magdalena Forsberg         | 141    |
| 4       | Petra Behle                | 135    |
| 5       | Olga Romaśko               | 133    |
| 6       | Gunn Margit Andreassen     | 117    |
| 7       | Swiatłana Paramyhina       | 108    |
| 8       | Ołena Zubryłowa            | 105    |
| 9       | Annette Sikveland          | 102    |
| 10      | Corinne Niogret            | 100    |

| Miejsce | Zawodniczka                | Punkty |
| ------- | -------------------------- | ------ |
| 1       | Magdalena Forsberg         | 84     |
| 2       | Simone Greiner-Petter-Memm | 75     |
| 3       | Olga Romaśko               | 70     |
| 4       | Galina Kuklewa             | 64     |
| 5       | Uschi Disl                 | 59     |
| 6       | Corinne Niogret            | 56     |
| 7       | Gunn Margit Andreassen     | 55     |
| 8       | Ołena Zubryłowa            | 54     |
| 9       | Olga Mielnik               | 51     |
| 10      | Petra Behle                | 51     |

| Miejsce | Reprezentacja | Punkty |
| ------- | ------------- | ------ |
| 1.      | Rosja         | 116    |
| 2.      | Niemcy        | 103    |
| 3.      | Norwegia      | 100    |
| 4.      | Ukraina       | 90     |
| 5.      | Francja       | 89     |
| 6.      | Chiny         | 79     |
| 7.      | Czechy        | 71     |
| 8.      | Słowenia      | 67     |
| 9.      | Szwecja       | 63     |
| 10.     | Japonia       | 61     |

| Miejsce | Reprezentacja | Punkty |
| ------- | ------------- | ------ |
| 1.      | Niemcy        | 5176   |
| 2.      | Rosja         | 4955   |
| 3.      | Norwegia      | 4902   |
| 4.      | Francja       | 4791   |
| 5.      | Ukraina       | 4526   |
| 6.      | Szwecja       | 4129   |
| 7.      | Czechy        | 4095   |
| 8.      | Białoruś      | 4050   |
| 9.      | Słowacja      | 3556   |
| 10.     | Słowenia      | 3448   |

## Wyniki Polaków

### Indywidualnie
(do uzupełnienia)
| Zawodnik     | SP  | PU | IN  | SP  | SP  | PU | SP | PU | IN  | SP  | IN | SP | SP | PU | IN | IN | SP | IN | SP | MS |
| S. Forys     | 98  | -  | 105 | -   | -   | -  | -  | -  | -   | -   | -  | 94 | -  | -  | 49 | 73 | 68 | 64 | 51 | -  |
| K. Goliński  | -   | -  | -   | -   | -   | -  | 94 | -  | 101 | 107 | -  | -  | -  | -  | -  | -  | -  | -  | -  | -  |
| M. Jakiela   | 100 | -  | -   | 96  | 112 | -  | -  | -  | -   | -   | -  | -  | -  | -  | -  | 66 | 75 | 60 | -  | -  |
| J. Magiera   | -   | -  | -   | -   | -   | -  | 92 | -  | 74  | 113 | -  | -  | -  | -  | -  | -  | -  | -  | -  | -  |
| D. Matwijow  | -   | -  | -   | -   | -   | -  | 86 | -  | 106 | 85  | -  | -  | -  | -  | -  | -  | -  | -  | -  | -  |
| W. Kozub     | -   | -  | -   | 110 | 92  | -  | -  | -  | -   | -   | 65 | 33 | 26 | 36 | -  | -  | -  | -  | -  | -  |
| T. Sikora    | 89  | -  | 25  | 44  | 17  | 22 | -  | -  | -   | -   | 23 | 40 | 17 | 21 | 28 | 43 | 32 | 22 | 19 | -  |
| K. Topór     | -   | -  | -   | -   | -   | -  | 62 | -  | 102 | 75  | -  | -  | -  | -  | -  | -  | -  | -  | -  | -  |
| J. Wojtas    | -   | -  | -   | -   | -   | -  | 95 | -  | -   | -   | -  | -  | -  | -  | -  | 83 | 85 | 56 | 64 | -  |
| J. Ziemianin | 61  | -  | 48  | 57  | 79  | -  | -  | -  | -   | -   | 21 | 71 | 55 | -  | 46 | -  | -  | -  | -  | -  |
| W. Ziemianin | 43  | 24 | 99  | 86  | 58  | 43 | -  | -  | -   | -   | 14 | 73 | 37 | 25 | 32 | -  | -  | -  | -  | -  |

### Drużynowo
(do uzupełnienia)